# Millara
Millara (oficialmente en asturiano: Miera) es una parroquia y un lugar del concejo español de Salas, en la comunidad autónoma de Asturias.

## Geografía
Su superficie es de 1,81 km². Se encuentra a 28 km de Salas por carretera mientras que por los antiguos caminos dista de Salas 13 km. 

## Historia
Hacia mediados del siglo XIX, Millara era un lugar perteneciente a la parroquia de Soto de los Infantes. Aparece descrito en el undécimo volumen del Diccionario geográfico-estadístico-histórico de España y sus posesiones de Ultramar de Pascual Madoz con las siguientes palabras:

MILLARA: l. en la prov. de Oviedo, ayunt. de Salas y felig. de San Pedro de Soto de los Infantes. (V.)
(Madoz, 1848, p. 419)

## Demografía
En 2023, la entidad colectiva de población de Millara tenía empadronados 16 habitantes, todos ellos en la entidad singular de población de ese nombre y en diseminado.

## Patrimonio
Su templo parroquial se dedica a San Juan Bautista.
En sus alrededores hay numerosos restos de explotaciones auríferas de la época romana y una mina de hierro del siglo XIX.